# Dunlevy
Dunlevy är en ort i Washington County i delstaten Pennsylvania. Vid 2010 års folkräkning hade Dunlevy 381 invånare.